# Барсуки (Винницкая область)
Барсуки (укр. Борсуки) — село на Украине, находится в Гайсинском районе Винницкой области.
Код КОАТУУ — 0520883809. Население по переписи 2001 года составляет 332 человека. Почтовый индекс — 23700. Телефонный код — 4334.
Занимает площадь 1,053 км².

## Адрес местного совета
23753, Винницкая область, Гайсинский район, село Кущинцы, улица Ленина, 31